# Futbolniy Klub Epitsentr Dunaivtsi
O FC Epitsentr Dunaivtsi ou Epitsentr Dunaivtsi, oficialmente Futbolniy Klub Epitsentr Dunaivtsi é um clube de futebol ucraniano. Atualmente, joga na Premier-Liha.[carece de fontes?]

## Elenco 2022
Fonte: pfl.ua
Nota: Bandeiras indicam equipe nacional, conforme definido pelas regras de elegibilidade da FIFA. Os jogadores podem ter mais de uma nacionalidade não-FIFA.
| N.º |         | Posição | Jogador            |
| --- | ------- | ------- | ------------------ |
| 1   | Ucrânia | G       | Serhiy Chernobay   |
| 2   | Ucrânia | D       | Oleksandr Zhmuyda  |
| 4   | Ucrânia | D       | Volodymyr Senytsya |
| 6   | Ucrânia | D       | Vitaliy Kuziv      |
| 7   | Ucrânia | M       | Roman Kuziv        |
| 8   | Ucrânia | M       | Taras Plis         |
| 9   | Ucrânia | A       | Ruslan Ivashko     |
| 10  | Ucrânia | M       | Andriy Bezhenar    |
| 11  | Ucrânia | M       | Rostyslav Morozov  |
| 15  | Ucrânia | M       | Adrian Pukanych    |
| 17  | Ucrânia | D       | Mykola Pavlyuk     |
| 18  | Ucrânia | M       | Oleksiy Shpak      |

| N.º |         | Posição | Jogador              |
| --- | ------- | ------- | -------------------- |
| 20  | Ucrânia | M       | Yevhen Nemtinov      |
| 22  | Ucrânia | M       | Vladyslav Kravchenko |
| 25  | Ucrânia | D       | Serhiy Ratsa         |
| 26  | Ucrânia | M       | Mykola Buy           |
| 30  | Brasil  | A       | Claudinei Barbosa    |
| 33  | Ucrânia | D       | Oleh Nychyporenko    |
| 44  | Ucrânia | D       | Yevhen Zakharchenko  |
| 79  | Ucrânia | G       | Volodymyr Kotelba    |
| 80  | Ucrânia | M       | Arsen Kryvobedryi    |
| 88  | Ucrânia | M       | Oleksandr Kitsak     |
| 77  | Ucrânia | A       | Alisher Yakubov      |

- Copa da Zakarpattia (2) 2017,2018
- Supercopa da Zakarpattia (1) 2017